# Hernán Gaviria
Hernán Gaviria (27 tháng 11 năm 1969 - 24 tháng 10 năm 2002) là một cầu thủ bóng đá người Colombia.

## Đội tuyển bóng đá quốc gia Colombia
Hernán Gaviria thi đấu cho đội tuyển bóng đá quốc gia Colombia từ năm 1993 đến 1999.

## Thống kê sự nghiệp
| Đội tuyển bóng đá Colombia | Đội tuyển bóng đá Colombia | Đội tuyển bóng đá Colombia |
| Năm                        | Trận                       | Bàn                        |
| -------------------------- | -------------------------- | -------------------------- |
| 1993                       | 6                          | 0                          |
| 1994                       | 3                          | 2                          |
| 1995                       | 10                         | 0                          |
| 1996                       | 0                          | 0                          |
| 1997                       | 7                          | 1                          |
| 1998                       | 0                          | 0                          |
| 1999                       | 1                          | 0                          |
| Tổng cộng                  | 27                         | 3                          |